# Wimpassing im Schwarzatale
Wimpassing im Schwarzatale är en ort och kommun  i Österrike. Den ligger i distriktet Neunkirchen i förbundslandet Niederösterreich, 60 kilometer söder om huvudstaden Wien. Orten är sammanvuxen med staden Ternitz. De båda orterna ligger på var sin sida floden Schwarza.